# 張伯哲
張伯哲（1920年—1950年12月8日），原名張開明，廣東省普寧縣泥溝村人，廣東省潮安縣韓山師範學校畢業，中山大學法學院肄業，1939年加入中國共產黨，曾任韓江縱隊一支一大隊政委、潮安縣工委書記。1946年10月華南局指示赴香港籌辦培僑中學，1947年1月奉命潛伏台灣與劉志敬（即洪幼樵）取得聯繫進行地下工作，在林業試驗所工作，發展台灣省工作委會會台中市工作委員會擔任書記。1950年4月5日遭逮捕，1950年12月8日槍決於馬場町。

## 生平
張伯哲，原名張開明，1920年生，廣東省普寧縣泥溝村人，彌高小學畢業考入興文中學，1938年轉學至揭西南僑中學，此為中國共產黨在廣東創設之學校，專為培養共產黨幹部而創立，由於時值抗戰時期，愛國青年紛紛加入救國行列，1939年張伯哲由老師楊少任介紹加入中國共產黨，並擔任南僑中學學生支部書記，翌年南僑中學被政府強迫解散，張伯哲轉入韓山師範學校就讀，擔任韓師支部書記發展組織，陳仲豪即在此時加入共產黨成為隱蔽戰線的地下黨人。
1942年張伯哲考入中山大學法學院就讀，1944年日軍進攻西南地區，湘桂戰役爆發，粵北形勢趨緊，張伯哲投筆從戎加入東江縱隊，日軍入侵汕頭，張伯哲調任韓江縱隊二支二大隊政委、韓江縱隊一支一大隊政委，1945年受中共朝惠特委委派任潮安縣工委書記，領導莊明瑞、陳義之、陳漢等人。
抗戰結束後，國共關係趨於緊張，1946年中共中央華東局調派幹部林英傑、洪幼樵、張志忠等三人來臺協助蔡孝乾成立台灣省工作委會，洪幼樵任宣傳部長兼台中地區負責人，張志忠任武裝部長領導海山、桃園與新竹。
1946年10月，張伯哲受中共指示前往香港籌辦培僑中學 ，不久轉赴上海與華東局取得聯繫，1947年派往台灣進行地下工作，找到在台灣省南投縣魚池鄉林業實驗所蓮花池分所任職的謝漢光與周勤寂，並於日後擔任蓮花池分所業務科員，同時透過陳仲豪廣西大學農學院同學梁錚卿與劉志敬取得聯繫，不久陳仲豪也透過謝漢光介紹認識鍾浩東，赴台至基隆中學擔任訓導主任。
1948年2月，張伯哲透過老台共李喬松與李舜雨介紹認識陳福添等人，並成立台中市工作委員會，由張伯哲擔任書記發展組織，陳明忠在回憶錄中提及當時張伯哲預備吸收陳明忠，「他在魚池鄉林業試驗所擔任總務科長，這裡離我工作的茶葉試驗所不遠，他曾偷偷的來觀察我兩三次。所以我不認識他，他記得我。」，後來陳明忠入獄與張伯哲關在一起。。
1949年8月光明報事件導致省工委組織瓦解，從台大法學院、基隆市工委會，全台大搜捕，省立基隆中學首當其衝，當時陳仲豪逃往台中躲避在謝漢光處，1949年9月下旬張伯哲派交通員通知陳仲豪轉移到梁錚卿服務的農林牧場，陳仲豪躲藏在雞寮，張伯哲與梁錚卿製作一張「林辰康」的假身分證，陳仲豪得以化身藥店老闆搭機返回汕頭，隨著基隆市工作委員會、學生工作委員會與台大法學院支部等組織分別瓦解，許多組織成員紛紛走避，張伯哲與梁錚卿協助多人撤離台灣，1950年2月省工委台中地區負責人洪幼樵落網後組織成員曝光，1950年4月5日，張伯哲等人遭到逮捕，並遭判處死刑，1950年12月8日槍決於馬場町。

## 紀念
1996年4月5日，普寧市人民政府于伯哲家鄉泥溝鄉召開追認張伯哲為革命烈士大會。
2012年5月9日時隔62年，在侄兒張慶民的奔走下，張伯哲終於魂歸家鄉廣東普寧。2012年6月15日在其故鄉泥溝村舉行張伯哲烈士魂歸故土安放儀式。